# ورزشگاه شهر گیومری
ورزشگاه شهر گیومری (ارمنی: Գյումրիի քաղաքային մարզադաշտ) یک ورزشگاه فوتبال در شهر گیومری، ارمنستان است. در حال حاضر ورزشگاه خانگی باشگاه فوتبال شیراک در لیگ برتر فوتبال ارمنستان می‌باشد و گنجایش آن ۲٬۸۴۴ تن می‌باشد.
این ورزشگاه در سال ۱۹۲۴ ساخته و افتتاح شد و نخستین ورزشگاه مدرن در تاریخ ارمنستان محسوب می‌شود. و هنگامی که باشگاه فوتبال شیراک در سال ۱۹۵۸ تأسیس شد ورزشگاه خانگی این تیم برای رقابت‌های لیگ نخست شوروی بود.
این ورزشگاه در سال ۱۹۹۹ نوسازی شد.